# لوكا كالديرولا
لوكا كالديرولا (بالإيطالية: Luca Caldirola)‏ وهو لاعب كرة قدم إيطالي في مركز قلب الدفاع ولد في يوم 1 فبراير 1991 في بلدة ديزيو في إيطاليا وهو يلعب حالياً مع نادي فيردر بريمين في ألمانيا وسبق له اللعب مع نادي بريشيا ونادي تشيزينا ونادي فيتيس أرنيهم في هولندا وإنتر ميلان ولعب مع منتخب إيطاليا تحت 21 سنة لكرة القدم.

## روابط خارجية
- لوكا كالديرولا على موقع الاتحاد الأوربي (الإنجليزية)
- لوكا كالديرولا على موقع قاعدة بيانات كرة القدم.إي يو (الإنجليزية)
- لوكا كالديرولا على موقع Soccerway.com (الإنجليزية)
- لوكا كالديرولا على موقع عالم كرة القدم.نت (الإنجليزية)
- لوكا كالديرولا على موقع AS.com (الإسبانية)